# Siccia sinuata
Siccia sinuata là một loài bướm đêm thuộc phân họ Arctiinae, họ Erebidae.